# Canazei
Canazei település Olaszországban, Trento megyében, a Dolomitokban. A Fassa-völgy legfontosabb települése, turista- és télisport-központ. Lakosainak száma 1831 fő (2023. január 1.). Canazei Campitello di Fassa, Corvara in Badia, Livinallongo del Col di Lana, Mazzin, Selva di Val Gardena, Rocca Pietore és San Giovanni di Fassa községekkel határos.

## Népesség
A település népességének változása:
| Lakosok száma | 1915 | 1907 | 1831 |
|               | 2017 | 2018 | 2023 |